# Kolonie (Brzeście)
Kolonie – część wsi Brzeście w Polsce, położona w województwie świętokrzyskim, w powiecie pińczowskim, w gminie Pińczów.
W latach 1975–1998 Kolonie administracyjnie należały do województwa kieleckiego.